# 刘荫榛
刘荫榛，直隶任邱人（今河北省任丘市），是一名民国时期的政治人物。刘荫榛曾于1914年7月接替马一麐出任福建省沙县县知事一职，1914年9月由沈德荣接任。同年11月6日接替刘煦出任福建省莆田县县知事一职，1919年9月21日由包伟接任。同年12月，接替赵大中任福安县知事，1922年8月由蔡枢接任。